# 개미 사육

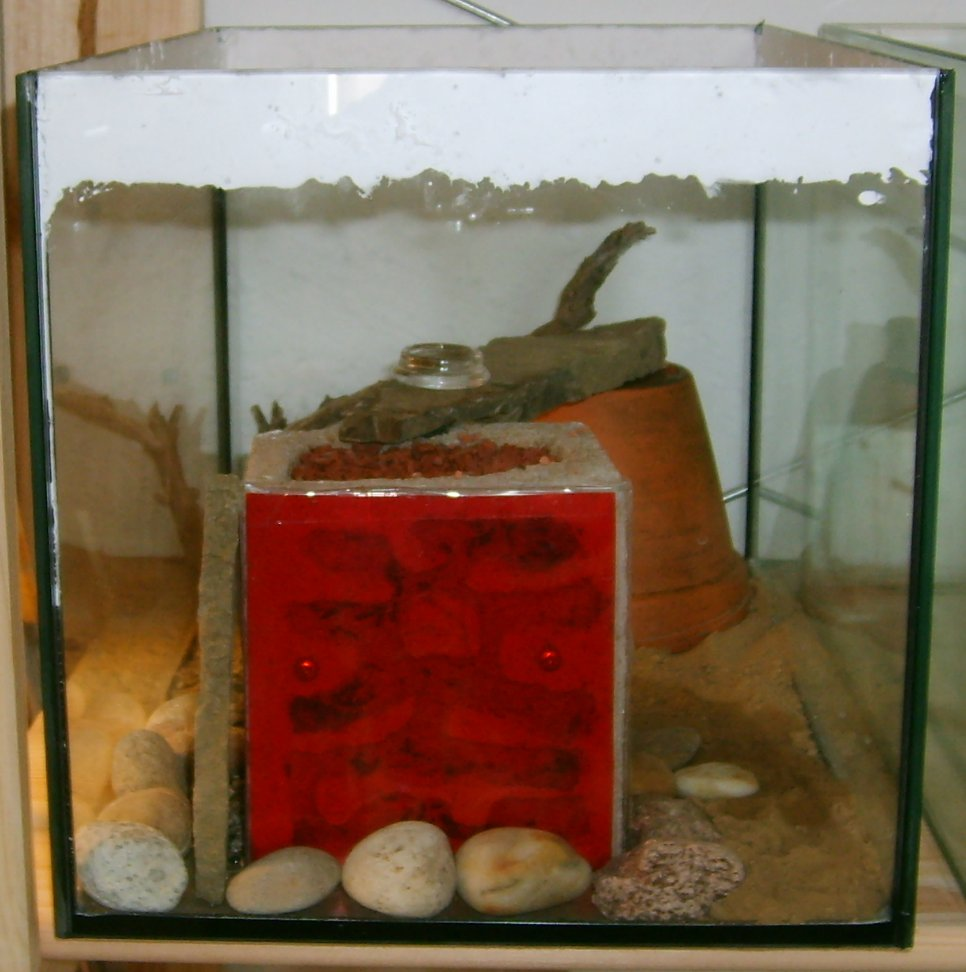
AAC로 제작한 개미집이 들어있는 개미사육장. 활석 가루와 소독용 알코올 윤활제의 혼합물이 개미의 탈출을 방지하기 위해 사육장의 테두리의 안쪽을 따라 발라진 것에 주목하자.

개미 사육(영어: Ant Keeping)은 개미와 개미집의 포획, 관리, 관찰을 포함하는 취미다.

## 역사
미국에서는 1950년대 후반에 시장에 대량으로 판매한 밀턴 레빈의 개미농장이 법적인 이유로 여왕개미를 포함하지 않았음에도 상업적인 성공을 거두었고, 이후 개미 사육이 어느 정도 일반적인 취미가 되었다. 미연방법은 다른 주로 살아있는 여왕개미를 배송하는 것을 금지한다. 만일 외래종 여왕개미가 야생으로 탈출하여 번식을 시작하면, 그 공간에 포식자가 없어 천문학적인 수준으로 번식하거나, 토착 개미와 전쟁을 일으켜 사람과 동물에게 부상을 입힐 수 있기 때문이다.

## 사육하는 이유
개미 사육자는, 특히 어떤 개미의 종이 야생에서 찾아보기 힘든 경우에, 개미의 행동을 기록하기 위해 개미를 사육할 수 있다. 이러한 영역의 연구는 개미학이라고 불린다.
단순히 평범한 취미로, 애완동물로서 개미를 기를 수도 있다.

## 왕국의 시작
개미 군체를 시작하고 관리하고 가두는 다양한 방법이 있다. 미국에서는 판매자가 같은 주에 거주하고, 토착종을 구매하는 경우에 교미를 마친 여왕개미를 구매할 수 있다. 영국에서는 어떠한 종의 개미도 법적으로 보유할 수 있고 EU 전역의 판매자한테 개미를 구매할 수 있다.

### 여왕개미 포획
개미 사육의 첫걸음은 교미한 여왕개미를 잡는 것이다. 결혼비행은 보통 봄, 여름에 진행되며, 교미를 마친 여왕개미는 적당한 지점에 착륙하여, 새로운 왕국을 건립할 장소를 찾기 전에 날개를 떼어버린다. 여왕개미가 이미 날개를 떼었다면 여왕개미는 교미를 마쳤을 확률이 높다. 바닥을 돌아다니는 여왕개미가 아직 날개를 떼지 않았다면 교미를 하지 않았을 확률이 높다.
여왕개미는 날개 근육이 자리하는 큰 가슴과, 알을 낳기 위한 큰 복부를 가지고 있어 일개미들과 구분되지만, 간혹 구분이 어려운 종도 있다.

### 여왕개미를 위한 사육장 마련
완전히 은둔하는 종의 경우, 여왕은 작은 용기 안에 봉해져야 한다. 이러한 환경을 제공하기 위해서 시험관, 약간의 물, 두 개의 솜뭉치를 이용할 수 있다. 시험관에 물을 조금 채우고, 솜뭉치로 물을 틀어막고, 여왕개미를 넣고, 남은 솜뭉치로 입구를 틀어막는다. 시험관은 여왕개미가 알을 낳고 부화할 때까지 관리하는 동안 한 달 간을 어둠 속에 있어야 한다. 은둔하는 개미의 종류는 이 기간 동안 여왕개미가 이제는 필요 없는 날개 근육을 소화하여 첫 세대의 일개미들이 탄생할 때까지 버티기 때문에 먹이를 줄 필요가 없다.
이 기간 동안 먹이가 필요한 반쯤 은둔하는 종은, 일개미가 탄생하기 전까지 단백질이 풍부한 먹이를 간헐적으로 급여해야 하며, 급여의 빈도와 먹이의 종류는 개미의 종에 따라 결정된다.

### 이사
일개미의 첫 세대를 키워내는 데 성공했다면, 여왕개미는 계속해서 알을 낳게 된다. 일개미가 대략 25마리 이상이 되면, 군체는 성장을 지속하기 위해 개미사육장과 같은 더 큰 집으로 이동해야 한다. 만일 이 단계에 이르기 전에 개미를 사육장 안에 넣고 싶다면, 시험관을 사육장 안에 넣어서 개미가 시험관 안에 있는 동안 먹이를 쉽게 줄 수 있다.

## 관리와 섭식

### 식단
개미의 식단은 주로 과일, 설탕물, 생꿀, 감로 등의 설탕/탄수화물과 바퀴벌레, 밀웜, 약간의 알과 같은 단백질로 구성되어야 한다. 설탕은 개미에게 에너지를 제공하기 위해, 단백질은 군체가 성장하기 위해 필요하다. 먹지 않은 먹이는 사육장 안에 곰팡이가 피는 일을 방지하기 위해 제거해야 한다.

## 관련 법률
미국에선 외래종 개미가 유입되는 것을 방지하기 위해서, 살아있는 여왕개미를 주의 경계를 넘어 배송하는 것은 불법이며, 판매되는 대부분의 개미 농장에는 여왕이 없다. 유럽에서는 홍개미와 같은 어떤 토착종은 보호되며, 소유하고 보유하고 사고팔고 개미굴을 망가뜨리는 것이 불법이다. 하지만 파충류와 거미류와 달리, EU와 다른 대부분의 나라에서는 비보호종을 소유하고 보유하고 사고파는 것에 대한 규칙이 없다.
대한민국에서는 외래종 개미를 들여오려면, 이 개미가 대한민국의 생태계에 해를 끼칠 법하지 않다는 것을 증명하여야 한다.

## 대중문화
코미디언 겸 가수 마이키 부스토스는 그의 개미들을 전시하고 사육에 대한 조언을 들려주는 유튜브 채널 AntsCanada를 운영한다.

## 참고 문서
- 양봉
- 개미사육장
- 결혼비행
- 여왕개미

## 같이 보기
- 양봉
- 개미사육장
- 혼인 비행
- 여왕개미